# Arena (uitgever)
Arena (Uitgeverij Arena BV) was een Nederlandse uitgeverij. Het bedrijf was gevestigd in Amsterdam en gaf ongeveer zestig boeken per jaar uit. De uitgeverij werd ooit opgericht door Michel Vassallucci.
Arena richtte zich met name op vrouwelijke lezers en hield zich hoofdzakelijk bezig met toegankelijke literatuur en verhalende non-fictie. Daarnaast had het een lijn (Arena Glitter) bedoeld voor meisjes tussen twaalf en achttien jaar. De uitgeverij publiceerde zowel oorspronkelijk Nederlands als vertaald werk. 
Tot de bij Arena uitgegeven auteurs behoorden onder meer Enid Blyton, Aaf Brandt Corstius, Merel van Groningen, Wouter van der Horst, Siska Mulder, en Susan Smit. 
Arena was onderdeel van de 'samenwerkende uitgeverijen Meulenhoff Boekerij', dat tot PCM Algemene Boeken behoorde en is opgegaan in uitgeverij Meulenhoff Boekerij.